# Зеландия (графство)
Графство Зеландия (нидерл. Graafschap Zeeland) — государство в составе Священной Римской империи. Находилось в дельте Шельды и Мааса, примерно соответствуя по территории современной нидерландской провинции Зеландия (кроме Зеландской Фландрии, которая была частью графства Фландрия).

## История
Зеландия постоянно захватывалась более сильными соседями: графствами Голландия, Эно и Фландрия. В 1012 году император Генрих II Святой передал эти земли в лен графу Бодуэну IV, после чего Фландрия и Зеландия стали управляться в рамках личной унии. Поначалу этот факт оспаривался графами Голландии, и в 1167 году между Фландрией и Голландией разразилась война. По её итогам голландский граф Флорис III был вынужден признать сюзеренитет над Зеландией фландрийского графа Филиппа I. Голландский граф Флорис IV в начале XIII века отвоевал Зеландию, а с 1256 года Флорис V стал править Голландией и Зеландией в рамках личной унии.
В 1323 году фландрский граф Людовик I подписал в Париже договор, в соответствии с которым он признавал графа Голландии графом Зеландии. Так была закончена долгая династическая распря. Тем не менее, Зеландия оставалась отдельной административной единицей, а не была объединена с Голландией в единое целое.
В 1432 году бургундский герцог Филипп III Добрый аннексировал Зеландию и включил её в состав Бургундского герцогства. После смерти Марии Бургундской (1482) в соответствии с Санлисским договором Зеландия стала одной из Семнадцати провинций и перешла под управление Габсбургов. В 1512 году она вошла в Бургундский округ.
После Восьмидесятилетней войны Зеландия стала одной из образующих Республики Соединённых провинций. Она прекратила своё формальное существование, когда в 1795 году была образована Батавская республика, и графство Зеландия было преобразовано в департамент.

## Список правителей Зеландии

### Графы Фландрии
- 1012—1035 : Бодуэн (Балдуин) IV Бородатый (ок. 980—1035)
- 1035—1067 : Бодуэн (Балдуин) V Благочестивый (ок. 1012—1067), сын предыдущего;
- 1067—1070 : Бодуэн (Балдуин) VI де Монс (ок. 1030—1070), граф Эно с 1051 г., сын предыдущего;
- 1070—1071 : Арнульф III Неудачливый (ок. 1055—1071), сын предыдущего;
- 1071—1093 : Роберт I Фризский (ок. 1031—1093), регент графства Голландия в 1063, сын Балдуина V;
- 1093—1111 : Роберт II Иерусалимский (ок. 1065—1111), сын предыдущего;
- 1111—1119 : Бодуэн (Балдуин) VII Секира (ок. 1093—1119), сын предыдущего.
- 1119—1127 : Карл I Добрый (ок. 1083—1127), внук Роберта I, сын Кнуда IV, короля Дании.
- 1127—1128 : Вильгельм Клитон (1101—1128), правнук Балдуина V, сын Роберта Куртгёза, герцога Нормандии.
- 1128—1168 : Тьери Эльзасский (ок. 1100—1168), внук Роберта I, сын Тьери II, герцога Лотарингии;

### Спор графов Фландрии и графов Голландии

#### Графы Фландрии
- 1168—1191 : Филипп I Эльзасский (ок. 1143—1191), сын предыдущего;
- 1191—1194 : Маргарита I Эльзасская (1145—1194), сестра предыдущего;

- 1191—1194 : Бодуэн (Балдуин) VIII (1150—1195), граф Эно (Бодуэн V) с 1171, маркграф Намюра (Бодуэн I) с 1187, супруг предыдущей.

- 1194—1205 : Бодуэн (Балдуин) IX (1171—1205), граф Эно (Бодуэн VI) c 1195, император Латинской империи (Балдуин I) c 1204, сын предыдущих;
- 1205—1244 : Жанна I (1188—1244), графиня Эно, дочь предыдущего;

- 1211—1233 : Ферран Португальский (1188—1233), первый муж Жанны I, сын Саншу I, короля Португалии;

#### Графы Голландии
- 1167—1190: Флорис III (1141—1190)
- 1190—1203: Дирк VII (ум. 1203), сын предыдущего
- 1203—1207: Ада (ум. 1223), дочь предыдущего
1203—1207: Людвиг II Лоозский (ум. 1218), муж предыдущей, граф Лооза
- 1203—1222: Виллем I (ок. 1167 — 1222), брат Дирка VII
- 1222—1234: Флорис IV (1210—1234), сын предыдущего
- 1234—1256: Виллем II (1228—1256), король Германии с 1247, сын предыдущего
Виллем (ум. 1238), брат Флориса IV, регент графства в 1234—1238
Оттон (ум. 1249), брат Флориса IV, регент графства в 1238—1239, епископ Утрехта с 1245
Флорис (ум. 1258), брат Виллема II, регент графства в 1248—1258

### Графы Голландии
- 1256 — 1296: Флорис V Крестьянский Бог (1254—1296), сын предыдущего
Аделаида (Алейда) (ум.1284), сестра Виллема II, регент графства в 1258—1263
- 1296 — 1299: Иоанн (Ян) I (1284—1299), сын предыдущего
Ян III ван Ренесс (ум. 1304), регент графства в 1296—1297
Вольферт I ван Борселен (ум. 1299), регент графства в 1297—1299
Ян (Иоанн) II д’Авен, регент графства в 1299

### Авенский дом

Герб объединённых графств Эно, Голландия и Зеландия, принятый Жаном I д’Авен

После смерти бездетного Яна I графство было унаследовано Иоанном (Яном) II Авенским, графом Эно, сыном Аделаиды Голландской, сестры Виллема II.
- 1299—1304: Ян (Иоанн) II (1247—1304), сын предыдущего, также граф Эно с 1280
- 1304—1337: Виллем III Добрый (1286—1337), сын предыдущего, также граф Эно (Гильом (Вильгельм) I)
- 1337—1345: Виллем IV (1307—1345), сын предыдущего, также граф Эно (Гильом (Вильгельм) II)
- 1345—1356: Маргарита I (1310—1356), графиня Эно (Маргарита I), графиня Голландии и Зелландии, сестра предыдущего.
муж: с 1324 Людовик IV Баварский (1282—1347), император Священной Римской империи.

### Баварский дом (Виттельсбахи), Голландская линия

Герб графства Эно во время правления Баварской династии

- 1356—1358: Виллем V Баварский (1330—1388), граф Эно с 1356, граф Голландии и Зелландии(Виллем V) с 1354, герцог Баварско-Штраубинский (Вильгельм I) с 1347, сын предыдущих.
- 1358—1404: Альберт I Баварский (1336—1404), граф Эно, граф Голландии и Зелландии, герцог Баварско-Штраубинский (до 1388 — регент), брат предыдущего.
- 1404—1417: Виллем VI Баварский (1365—1417), граф Эно (Гильом (Вильгельм) IV), граф Голландии и Зелландии (Виллем VI), герцог Баварско-Штраубинский (Вильгельм II), сын предыдущего.
- 1417—1433: Якоба Баварская (1401—1436), графиня Эно, Голландии и Зелландии, герцогиня Баварско-Штраубинская дочь предыдущего.
1418—1427: Ян II Бургундский (1403—1427), герцог Брабанта и Лимурга (Жан IV) с 1415, граф Эно (Жан II), Голландии и Зелландии (Ян III) с 1417, 1-й муж Якобы.

В 1428 году Якоба признала своим наследником Филиппа III Доброго, герцога Бургундии, в чью пользу отреклась в 1433 году.

### Династия Валуа,Младший Бургундский дом

Герб Филиппа III Доброго.)

- 1419—1467: Филипп I Добрый (1396—1467), герцог Бургундии (Филипп III), граф Бургундии и Артуа (с 1419), маркграф Намюра (с 1429), герцог Брабанта и Лимбурга (с 1430), граф Эно, Голландии и Зеландии (с 1432), герцог Люксембурга (с 1443);
- 1467—1477: Карл Смелый (1433—1477), герцог Бургундии, Брабанта, Лимбурга, Люксембурга, граф Бургундии, Артуа, Геннегау, Голландии, Зеландии, маркграф Намюра (с 1467), герцог Гельдерна (c 1473), сын предыдущего;
- 1477—1482: Мария Бургундская (1457—1482), герцогиня Бургундии, Брабанта, Лимбурга, Люксембурга, Гелдерна, графиня Бургундии, Артуа, Геннегау, Голландии, Зеландии, маркграфиня Намюра, дочь предыдущего;
муж император Максимилиан I (1459—1519)

### Дом Габсбургов
При Габсбургах графством фактически управлял наместник императора — статхаудер (штатгальтер).
- 1477—1482: Максимилиан I (1459—1519), император Священной Римской империи с 1486, эрцгерцог Австрии, герцог Штирии, Каринтии и Крайны (1493—1519), муж Марии Бургундской
- 1482—1506: Филипп II Красивый (1478—1506), король Кастилии c 1504 (Филипп I), герцог Бургундии и пр. с 1482, сын Максимилиана I и Марии Бургундской
- 1506—1555: Карл II (1500—1558), император Священной Римской империи (Карл V) 1519—1555, король Испании (Карл I) 1516—1556, эрцгерцог Австрии, герцог Штирии, Каринтии и Крайны, граф Тироля 1519—1521, герцог Бургундии и пр. 1506—1555, сын Филиппа Красивого
- 1555—1581: Филипп III (1527—1598), король Испании (Филипп II) с 1556, король Португалии (Филипп I), герцог Бургундии и пр. с 1555, сын императора Карла V

### Республика Соединённых провинций
- 1572—1795: Зеландские Штаты